# Jessica Drake
Pour les articles homonymes, voir Drake.
Jessica Drake, née le 14 octobre 1974 à San Antonio, est une actrice pornographique américaine.

## Biographie
Jessica Drake travailla plusieurs années dans un club de striptease à El Paso avant de tourner dans son premier film pornographique en 1999.
Elle a été nommée pour l'AVN Best New Starlet Award en l'an 2000 mais le prix fut finalement décerné à Bridgette Kerkove. Elle a tourné aussi bien dans des films érotiques que dans des films pornographiques.
En 2003, elle abandonna le studio Sin City pour signer un contrat d'exclusivité avec Wicked Pictures.
Elle fut souvent vue aux côtés de l'acteur porno Evan Stone avec qui elle se maria finalement en 2002. Ils divorcèrent par la suite.
Jessica anima la cérémonie des AVN Awards en 2007.
Drake apparait dans la vidéo de Lady Gaga et Beyoncé - "Telephone".
Pendant la campagne présidentielle de 2016 aux États-Unis, elle accuse le candidat Donald Trump de l'avoir, en 2006, invitée dans sa chambre d'hôtel et de lui avoir proposé une relation sexuelle tarifée.
En 2017, elle sera accusée d'avoir participé à la campagne de harcèlement qui conduisit à la mort d'August Ames. Après avoir démenti ces affirmations pendant plusieurs jours, sa responsabilité dans cette affaire sera finalement établie[réf. nécessaire].

## Filmographie sélective
- 1999 : Pussyman's Decadent Divas 4
- 2000 : Changes 2
- 2001 : Hotel Tales
- 2002 : About a Woman
- 2003 : Delicious Pink
- 2004 : The Collector
- 2005 : Beautiful / Nasty 3
- 2006 : Manhunters de Brad Armstrong
- 2007 : Saturday Night Beaver
- 2008 : Accidental Hooker
- 2009 : Alektra's Favorite
- 2010 : 4Some
- 2011 : Jenna Is Timeless
- 2012 : Babe Buffet: All You Can Eat
- 2013 : Blonde Lesbians
- 2014 : Asa Gets Wicked
- 2015 : Barbarella XXX: An Axel Braun Parody
- 2016 : Jessica Drake's Guide to Wicked Sex: Kama Sutra
- 2017 : Jessica Drake is Wicked

## Distinctions

### Récompenses
- 2001 : AVN Awards Best Tease Performance pour Shayla's Web
- 2002 : Night Moves Magazine's "Editor's Choice" Award for Best Actress
- 2003 : Adult Stars Magazine's Consumers' Choice Award for Best Overall Actress
- 2005 : AVN Award Best Oral Sex Scene - Film
- 2005 : AVN Award Meilleure actrice dans une vidéo (Best Actress - Video) pour Fluff and Fold[4]
- 2005 : XRCO Best Actress
- 2006 : Eroticline Awards - Best Actress USA
- 2007 : AVN Award Best Actress – Film pour Mahhunters
- 2007 : AVN Award – Best All-Girl Sex Scene, Film – FUCK
- 2008 : Eroticline Award – Award for Outstanding Achievements
- 2009 : AVN Award Best Actress pour Fallen
- 2009 : AVN Award – Best Double Penetration Sex Scene pour Fallen
- 2009 : XRCO Award – Single Performance, Actress pour Fallen[5]
- 2010 : AVN Hall of Fame
- 2010 : AVN Award – Best Group Sex Scene – 2040
- 2014 : AVN Award Meilleure scène de sexe protégé pour Sexpionage: The Drake Chronicles (avec Brad Armstrong)[6]
- 2015 : Feminist Porn Award - Smutty School Teacher Award pour Sex Education : jessica drake’s Guide to Wicked Sex: Plus Size (Jessica Drake et Kelly Shibari (en))

nominations
- AVN Awards 16 nominations entre 2001 et 2004